# Filippo Zappata
Filippo Zappata (Ancona, 6 luglio 1894 – Gallarate, 30 agosto 1994) è stato un ingegnere aeronautico italiano.

## Biografia
Terminati gli studi classici ad Ancona, Zappata si trasferì a Genova per frequentare la Scuola Navale Superiore. Allo scoppio della Grande Guerra interruppe gli studi per arruolarsi come ufficiale volontario nei Bersaglieri. Ferito gravemente da una granata nei pressi di Tolmino (l'attuale Tolmin, in Slovenia), Zappata fu costretto ad abbandonare il reparto e fu trasportato all'ospedale di Cividale del Friuli per essere poi trasferito prima a quello di Alessandria e poi ad Ancona, dove fu dimesso agli inizi del 1918. Al ritorno dal fronte venne assegnato inizialmente al Servizio tecnico aeronautico e successivamente alla direzione tecnica militare, dove poté mettere in pratica gli insegnamenti acquisiti durante il corso di laurea di ingegneria.
Nel 1921 Zappata si laureò in ingegneria navale meccanica presso la Regia Scuola Superiore Navale di Genova e per un breve periodo lavorò presso la Direzione Tecnica dell'Aviazione Militare a Milano. Nel 1923 divenne assistente presso le Officine Aeronautiche Gabardini di Cameri, in provincia di Novara. Per l'azienda novarese Zappata realizzò un biplano da caccia, il Gabardini G.9. Alla fine del 1923 Zappata fu assunto presso le Officine Aeronautiche come vicedirettore tecnico a fianco del capoprogettista ingegner Raffaele Conflenti. Benché gli venisse affidata la direzione del Reparto Sperimentale in seno all'azienda, a Zappata fu negata la possibilità di avviare alla produzione i velivoli da lui progettati, preferendogli i tradizionali e più affidabili disegni di Conflenti. Per questo motivo Zappata decise di abbandonare l'azienda italiana e di trasferirsi in Francia, dove fu assunto come progettista presso lo stabilimento del pioniere dell'aeronautica Louis Blériot. Qui gli venne data finalmente la possibilità di realizzare il suo primo velivolo, il Blériot-Zappata Z.110 del 1930. L'ultimo velivolo progettato per Blériot fu il quadrimotore passeggeri Blériot 5120. Nel 1932 Zappata venne insignito della prestigiosa onorificenza di Cavaliere della Legion d'Onore.
Dopo l'esperienza francese Zappata decise, alla fine dell'estate 1933, di tornare a lavorare in Italia presso l'azienda che aveva lasciato qualche anno prima. Questa volta la direzione della Cantieri Riuniti dell'Adriatico gli offrì il posto precedentemente occupato dall'ingegner Conflenti. Zappata lavorò per l'azienda triestina dal 1933 al 1942. In questo periodo i velivoli realizzati dai suoi progetti assunsero, come era convenzione, una "Z" aggiuntiva nella sigla.
Particolarmente significativi, tra le sue realizzazioni, l'elegante idrovolante a scafo centrale CANT Z.501, l'idrovolante a scarponi CANT Z.506 che consentiva di soccorrere anche in condizioni di mare forza 5 eventuali naufraghi, l'ottimo bombardiere medio CANT Z.1007, il CANT Z.1015, il CANT Z.1018 "Leone", mai arrivato alla produzione in serie, e la rielaborazione in idrovolante del CANT Z.515, prodotta in numeri limitati a causa dell'armistizio. In campo civile si segnala particolarmente il trimotore da turismo CANT Z.1012.
All'inizio del 1942 la Società Italiana Ernesto Breda gli propose di assumere la qualifica di capoprogettista presso la sezione aeronautica. In cerca di nuovi stimoli e attratto dalle maggiori potenzialità dell'azienda di Sesto San Giovanni, Zappata decise di accettare la proposta. Per la Breda Zappata progettò il bombardiere Breda BZ 301, o Leone III, il caccia pesante BZ 302, il caccia notturno BZ 303, o Leone II ed il cacciacarri BZ 304, tutti basati sullo Z.1018 Leone. Di questi venne costruito solo il BZ 303, bimotore destinato alla caccia notturna, ma al sopraggiungere dell'Armistizio di Cassibile le truppe dell'ex alleato tedesco distrussero il prototipo ormai quasi completato.
Nel dopoguerra Zappata realizzò lo splendido quadrimotore di linea Breda BZ 308 che, per l'aspetto simile allo statunitense Lockheed Constellation, venne soprannominato all'epoca il "Connie italiano". Questo velivolo doveva segnare la ripresa dell'attività aeronautica civile italiana ma, a causa la precaria situazione economica dell'Italia del dopoguerra, assolutamente impotente contro i colossi anglo-statunitensi che avevano già assorbito il mercato commerciale internazionale, non riuscì ad imporsi ed il progetto venne abbandonato.
Gli ultimi anni della carriera lo videro passare dai velivoli ad ala fissa a quelli ad ala rotante. Nel 1951 infatti accettò di trasferirsi presso l'Agusta che l'anno successivo ottenne la possibilità di produrre su licenza gli elicotteri della statunitense Bell Aircraft Corporation. Zappata resterà nell'azienda fino al 1963, anno in cui raggiunse la pensione, all'età di 69 anni. Continuò a svolgere consulenze per l'Agusta fino al 1973. Nel 1991 gli venne conferita la Medaglia d'oro al Valore Aeronautico. Morì a Gallarate, in provincia di Varese, il 30 agosto 1994, 55 giorni dopo aver compiuto I 100 anni di età.